# Daldorfia horrida
Daldorfia horrida es una especie de cangrejo gigante de la familia Parthenopidae, orden Decapoda.
La especie fue descrita por Carlos Linneo en 1758 como Parthenope horrida.